# Moula-Guercy
La cueva de Moula-Guercy es un yacimiento paleontológico ubicada 80 metros sobre el río Ródano, de Francia. Fue ocupado por los neandertales aproximadamente hace 100 mil años. Se viene excavando desde 1991 en el lugar, donde se consiguieron abundantes restos de fauna, arqueológicos y de paleobotánica. Incluidos los restos óseos de seis individuos de la especie Homo neanderthalensis. 
En este sitio se encontraron evidencias de canibalismo por parte de los neandertales. Los huesos presentaron marcas de corte, y están muy bien conservados. 